# Senarat
Senarat (Senerat, Senarath, Senevirat) fou regent i després rei de Uda Rata (Kandy). Lorna Devaraja esmenta que fou fill de Henarathami, un Gamarala que vivia a Matale. El seu mentor hauria estat Bhuvenakabahu Pandita Mudiyanse
El rei Vimaladharmasuriya I, sentint que s'acostava la seva mort, va cridar als seus ministres i els va presentar al seu cosí germà Senarat (Senevirat), que havia vestit els hàbits de monjo i acceptava abandonar-los, com a regent durant la minoria del seu fill Astana Bandara, i els va fer prometre a tots lleialtat al fill i al regent; els caps van assentir molt afectats per la imminent mort del rei; l'adigar va fer el jurament en nom de tots. La reina, encara jove, i el nen hereu, foren cridats llavors i solemnement entregats a la cura del regent. El rei va morir poc després. Poc després Senarat es va casar amb Dona Catherina (Kusumasana Devi), la vídua del rei difunt i el 1609 va agafar al títol de rei, segurament respectant a Astana Bandara com a hereu.
El 1611 les autoritats de l'Índia van poder posar 700 soldats a disposició d'Azevedo, el capità de Colombo. Aquest va iniciar una campanya i va creuar el Mahaweli Ganga, arribant a Senkadagala que estava deserta i fou incendiada. Va retornar a Colombo deixant guarnició a Balane. El 8 de març de 1612 Marcellus de Boschouwer, el factor, es va presentar a la cort reial de Senkadagala amb carta del Príncep Maurici d'Orange i l'11 de maig de 1612 va signar un tractat d'assistència mútua i els holandesos rebien una concessió al magnífic port de Kottiyar a la costa oriental on podrien construir una fortalesa; el comerç seria lliure i els holandesos sotmesos a la justícia dels seus propis oficials; a més els holandesos obtenien el monopoli del comerç de canyella, pedres precioses i perles i dos holandesos s'asseurien al consell de guerra del rei.
Quan va néixer el fill de Senarat que el Rajavaliya anomena Devirajasingha, el regent, per assegurar el tron pel seu fill, va fer ofegar secretament al jove Astana Bandara (Maha Astana Adahasin) al riu Mahaweli. La mort del infant va provocar la mort de la reina de pena quan només tenia 35 anys, el 20 de juliol de 1613.
El 1616 Senarat va donar suport a la proclamació com a rei de Kotte de un fals Nikapitiya Bandara però quan aquest es va proclamar maharaja (gran rei o emperador) i va demanar la mà d'una filla de Senarat, li va retirar el suport (dos mil soldats) que van tornar a Uda Rata (1617). Antonio Barreto, un desertor portuguès al servei de Senarat nomenat 'disawa d'Uwa, va fer un atac al Rayigam Korale i va fer retirar al disawa de Matara cap a Galle, però ja Senerat havia decidit abandonar a Nikapitiya i fer la pau amb els portuguesos. La guarnició de Balane es va oposar a aquesta pau i es va revoltar però fou severament castigada per un exèrcit enviat pel rei que els va forçar a rendir-se a canvi de salvar la vida.
Llavors Barreto es va revoltar contra Senerat i es va fer amo de tot l'est de l'illa i les seves forces van atacar Matara i Sabaragamuwa. Finalment el tractat de pau entre Senerat i Portugal es va signar el 24 d'agost de 1617: la sobirania reial fou reconeguda a canvi del pagament d'un tribu anual a Portugal de dos elefants, l'entrega dels presoners portuguesos i cristians. Barreto no obstant va seguir exercint el control dels disawanis (províncies) de Sabaragamuwa i Matara; els portuguesos van evacuar totalment Sabaragamuwa mentre que a Matara foren derrotats pel rebel.
Senerat va mantenir la pau amb els portuguesos a costa de valuosos regals i el nou capita de Colombo Constantino de Sa y Noronha va dirigir una expedició que va derrotar a Barreto, que ara s'havia reunit amb Mayadunne, un príncep de la casa reial de Sitawaka que havia començar ajudant a Nikapitiya Bandara; els dos es van haver retirar cap a les muntanyes del Pic d'Adam després de patir fortes pèrdues que van esquerdar el seu poder. Després d'una campanya portuguesa contra el regne de Jaffna, la tranquil·litat aparent es va restaurar al nord quasi al mateix temps que al sud Mayadunne feia un nou intent que fou derrotat sent forçat a retirar-se cap a l'est.
Mayadunne va enviar delegats per demanar ajut al danès Ove Giedde que havia arribat amb 5 vaixells a la costa oriental de Ceilan, i Senerat hi va donar el consentiment, però ja els portuguesos tenien preses posicions i el 2 de juliol Mayadunne fou forçar a refugiar-se a bord d'un dels vaixells. Barreto fou capturat i assassinat. Els danesos van abandonar l'illa. Mayadunne va poder arribar a l'Índia. De Nikapitiya Bandara no se'n torna a parlar.
De Sa va rebre instruccions (vers 1623) de sotmetre Ceilan i erigir un fort a Trincomalee per controlar el port ofert per Senarat als holandesos. El 1624 de Sa va elegir el turó de Konesar Malai per erigir el fort; es van destruir tres temples hinduistes a la zona i es va fundar un fort triangular amb canons obtinguts d'un vaixells danès que havia naufragat a la zona; s'hi va establir una guarnició. Aquest acte trencava la pau acordada amb Senerat, però es van oferir explicacions al rei. A la costa oriental es va establir un fort a l'illa de Puliyan Tivu prop de Batticaloa (el lloc fou una mala elecció) provocant altre cop l'enuig de Senarat que finalment el va portar a declarar la guerra el 1627; els portuguesos van penetrar a Uwa i van incendiar la població de Badulla, però les operacions no van seguir.
El 1628 el rei va cridar als seus tres fills. Un d'ells era Maha Asthana, el futur Raja Sinha (II) al que la reina Maha Biso Bandara havia donat a llum 16 anys abans quan eren a Mahiyangana i el seu naixement fou marcat per auguris favorables i per una victòria singalesa a Balane. El rei va repartir el regne entre els tres fills per sorteig, i el nucli d'Uda Rata va recaure en aquest Maha Ashtana, que en conseqüència seria el rei cap (Aga Raja) amb el títol de Raja Sinha. El seu germà Kumara Sinha (Kumarasingha Astana) va rebre Uwa i el tercer germà, Vijayapala (Wijaya Pala), el districte de Matale.
El març de 1629 de Sa va iniciar novament operacions contra Uda Rata amb poc èxit a causa de la neu a les muntanyes (per la que els portuguesos no tenien equipament i alguns van morir de fred). Les sangoneres també van mostrar ser una terrible plaga pels homes marxant a través dels boscos xops i creuant rierols infestats. Els singalesos els van fer diverses emboscades i l'avanç va ser molt lent. Cada poble pel que passaven era destruït i els habitants massacrats però l'exèrcit singalès no presentava batalla. Senkadagala fou trobada abandonada i fou cremada i després els portuguesos van retornar a les bases i llavors foren fustigats pels singalesos i finalment els van derrotar en una batalla a Ambatenna, on els portuguesos, després de patir fortes baixes, es van retirar corrent. Moltes malalties van afectar els portuguesos i el propi de Sa va caure tant malalt que fou extremunciat, però finalment es va recuperar.
Mentre de Sa era absent quatre mudaliyars de Colombo, elevats a la més alta posició per de Sa, va conspirar amb Senerat. Una expedició del príncep Kumara Sinha va sortir de Uwa i va atacar territori portuguès durant un mes, sense que els lusitans poguessin sortir de les posicions fortificades per manca de recursos. El nou virrei de l'Índia Miguel de Noronha, comte de Linhares (21 d'octubre de 1629 a 9 de desembre de 1635) va enviar un missatge a de Sa amonestant-lo per la seva suposada inactivitat i de Sa es va veure obligat a iniciar operacions militars, envaint territori singalès, tot i que els seus oficials li desaconsellaven.
Va sortir amb 700 portuguesos i 13.000 lascarins i va avançar lentament fins a Badulla (que fou saquejada durant dos dies i cremada); al tercer dia van aparèixer els singalesos als turons de la rodalia i van començar a rodejar als invasors. Els portuguesos es van confessar i van iniciar la retirada. Els lascarins, que pertanyien als quatre mudaliyars conspiradors, esperaven l'ocasió; portuguesos i natius lleials es van enfrontar a la Guàrdia d'Atapattu, les forces d'elit del rei singalès. El conspirador Dom Cosme va matar a un portuguès i va mostrar el seu cap i va desertar acompanyar pels gruix dels lascarins. La batalla va durar tres dies; la captura de Luiz Texeira, disawa de Set Korales, i del sergent major, quan fugien per la selva, va portar la desmoralització i els portuguesos, completament rodejats, estaven en molt mala situació; alguns lascarins lleials van poder fugir (uns 500 lascarins van restar lleials) i de Sa va poder enviar un emissari a Colombo. A la nit una intensa pluja va inutilitzar les armes de foc dels portuguesos que només es podrien defensar amb espases. A les dues del migdia els 200 portuguesos que quedaven rodejaven al seu general i seguien matant enemics perquè aquests tenien ordres de capturar-los vius; però davant la resistència es va ordenar disparar i finalment de Sa va morir i fou a més decapitat. El seu segon a Colombo era Lançarote de Seixas Cabreira que va assolir el govern interí.
En els dies següents els singalesos van avançar, ocupant el fort de Siparagamuwa (capturant a la guarnició) i es van presentar davant Colombo 36 dies després de la seva victòria sobre de Sa. Dos assalts foren rebutjats; la situació a la ciutat era desesperada i hi van haver casos de canibalisme. Els que sortien de la ciutat eren acollits pel rei. L'arribada d'alguns soldats que venien de Malaca, va reforçar la guarnició que així va poder resistir. Al cap de tres mesos Maha Ashtana, que dirigia als assetjants, es va retirar deixant només una part del l'exèrcit. En el seu camí de tornada va capturar Menikkadawara, i va fer dos-cents presoners. La resta de l'exèrcit es va retirar poc dies després cap a Kaduwela. Van arribar reforços de l'Índia i els portuguesos van poder sortir de darrere de les muralles, però sense força per fer un contraatac. A Colombo es va descobrir una conspiració liderada per un soldat d'ètnia singalesa que fou executat.
Felipe Mascarenhas va ocupar el càrrec de governador de manera provisional però cap militar volia agafar el govern de Ceilan, que finalment va acceptar Dom Jorge de Almeida que va desembarcar el 21 d'octubre de 1631. Converses amb Senerat van intentar l'alliberament dels presoners portuguesos però el rei s'hi va negar.
Es van enviar reforços des de Goa per intentar una acció de força que es va iniciar el gener de 1633 amb 1000 portuguesos, 1000 lascarins i 1200 kafirs i canaresos, que van avançar cap a Malwana; com a exemple, un home de la població fou executat davant la seva dona i fills i altres foren fets esclaus dels capitans portuguesos. Després fou ocupada Kaduwela forçant als singalesos a retrocedir. Les negociacions de pau es van reprendre i finalment es va signar la pau el 15 d'abril de 1633. Portugal reconeixia als tres germans com reis i el rei pagaria un tribut anual de un elefant i permetria que un franciscà residís a la seva capital; els presoners portuguesos serien alliberats i lliurats al cap del fort de Batticaloa; inicialment el rei no va voler ratificar el tractat però el 1634 el nou governador Diego de Melo de Castro (1633-1635) va aconseguir l'acord final.
Senerat va morir el 1636 i Maha Ashtana va pujar al tron com Raja Sinha II.